# Миссия 204

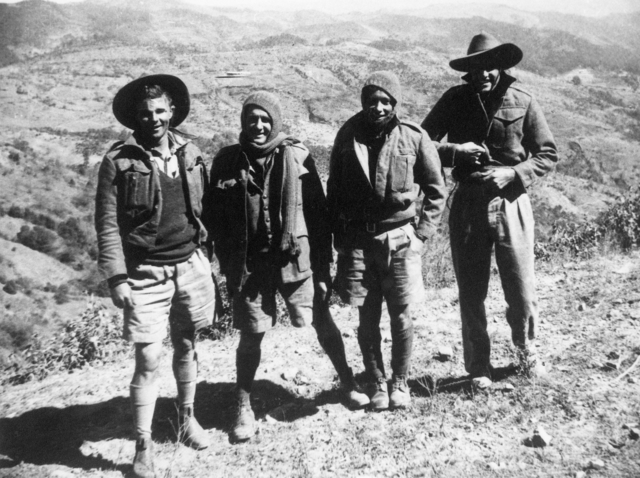
Четыре австралийца — участники миссии 204 в провинции Юньнань, 1942 год

Миссия 204 (англ. Mission 204), также известная как «Тюльпанные войска» (англ. Tulip Force) — британская военная миссия в Китайской Республике, организованная в 1940—1941 годах и приступившая к своей работе после нападения на Перл-Харбор. Она представляла собой попытку оказать военную помощь Национально-революционной армии, воевавшей против Японской империи. Миссия проходила в два этапа, на первом из которых особых успехов британцами не было зафиксировано, а на втором наметился прорыв.

## Предыстория
В ноябре 1940 года военное министерство Великобритании перевело бригадного генерала Ланселота Э. Денни (англ. Lancelot. E. Denny) на пост военного атташе в Китайской Республике в Чунцине. В январе 1941 года Денни достиг Чункина, начав с китайцами вести переговоры о взаимопомощи в борьбе против японцев. При поддержке майора ВВС Великобритании Джеймса Уорбёртона (англ. James Warburton) он укрепил британско-китайские отношения, обеспечив китайцам оказание поддержки с воздуха в операциях против японских частей. В конце февраля 1941 года Денни рекомендовал подготовить в Бирме военную миссию для переброски в Юньнань в случае вступления Великобритании в войну с Японией. Он заключил соглашение с китайцами, согласно которому британцы должны были оказывать материальную помощь китайским партизанским частям, действующим против Японии в Китае, а китайцы — помогать британцам в Бирме в борьбе против японцев.

## Операции

### Обучение в Бирме
Костяк «Миссии 204» изначально состоял из группы солдат 8-й австралийской дивизии, нёсших службу в Бирме. В школе партизанской войны, которой руководил капитан Майк Калверт, они обучались взрывному делу, засадам и инженерной разведке с октября по ноябрь 1941 года, получая снаряжение и припасы. Помимо двух офицеров и 43 солдат австралийской армии, в миссии были британские солдаты. Всего «Миссия 204» насчитывала шесть отрядов коммандос, три из которых были отправлены на территорию Китая: один отряд позже был расформирован из-за слабой дисциплины, два остальных отправились в другие миссии против японцев. «Миссия 204» в качестве цели ставила проникновение в Китай и обучение китайских партизан борьбе против японских оккупантов.

### Первый этап
В феврале 1942 года три отряда коммандос (два британских и один австралийский численностью по 50 человек каждый) отправились в Китай: грузовики ехали по Бирманской дороге в течение трёх недель, преодолев дистанцию более 3000 км, а позже они поездом проехали 800 км, пройдя затем ещё по горному перевалу и соединившись с 5-м батальоном Национальной революционной армии под командованием подполковника Чэня Лин Суня. Китайцы получили от британцев большое количество снаряжения (в том числе взрывчатки). В конце мая 1941 года австралийский посол в Китае сэр Фредерик Эгглстон посетил лагерь в Киянге, посоветовав австралийцам оставаться на этой базе в дальнейшем.
Австралийцы проживали в горном регионе рядом с китайскими частями, которые специализировались на внезапных нападениях на японцев, однако себя партизанами не называли, поскольку не хотели ассоциироваться с Китайской Красной Армией. Проблемы британцев и австралийцев усугублялись нехваткой продовольствия: китайцы отбирали продовольствие у местных крестьян и предполагали, что британцы будут поступать точно так же. Британцы же только обучали китайцев использованию взрывчатки, однако им самим участвовать в операциях против японцев запрещалось. Из-за взаимного непонимания в сентябре 1942 года австралийцам и британцам было приказано прекратить миссию и вернуться домой: бойцы не только ни разу не вступили в бой, но и понесли потери от дизентерии, малярии и тифа, а также разочаровались в китайском командовании. Было принято решение, что эти части не будут помогать ни одному китайскому отряду.

### Второй этап: февраль 1943 года

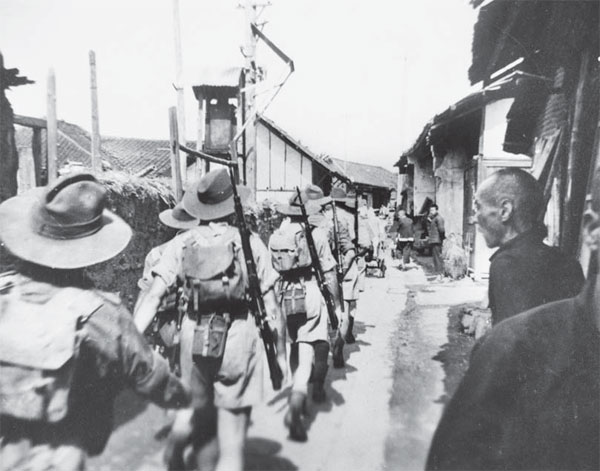
Бойцы миссии 204 на марше в провинцию Цзянси

В феврале 1943 года было принято решение снова отправить британцев в поддержку китайцам: в составе военной миссии были военные врачи и взрывотехники. В отличие от первой части, в которой миссией руководили лица из Управления специальных операций, во второй части миссией командовали собственно британские военные. Усвоив уроки и ошибки прошлого этапа, британцы добились намного больших успехов в подготовке китайских партизан, однако после начала японской операции «Ити-Го» британцам пришлось эвакуироваться при участии ВВС Армии США, базы которых в Гуйлине и Луичжоу стали объектами атак со стороны японцев.
Командующий китайскими партизанскими частями генерал Ли Моань в 1990 году критически отзывался о британцах, утверждая, что инструкторами китайцев были кто угодно — бизнесмены, священники и миссионеры, но только не военные. Он утверждал, что британцы вламывались в чужие дома, приставали к китаянкам, вели себя грубо и по-хамски, конфисковав всё имущество местных жителей и обращаясь с китайцами как с обычными крестьянами. Мнение генерала при этом оспаривается авторами.
Из 180 солдат, участвовавших в операции, погибли трое человек (два британца и один австралиец).